# Seznam divizij Wehrmachta
Seznam divizij Wehrmachta.

## Heer

### Pehotne

#### Poimenovane
- pehotna divizija »Böhmen«
- pehotna divizija »Breslau«
- pehotna divizija »Berlin«
- pehotna divizija »Demba«
- pehotna divizija »Döllersheim«
- pehotna divizija »Döberitz«
- pehotna divizija »Donau«
- pehotna divizija »Dresden«
- pehotna divizija »Ferdinand v. Schill«
- pehotna divizija »Friedrich Ludwig Jahn«
- pehotna divizija »Generalgouvernement«
- pehotna divizija »Grafenwöhr«
- pehotna divizija »Groß Born«
- pehotna divizija »Großdeutschland«
- pehotna divizija »Güstrow«
- pehotna divizija »Hamburg«
- pehotna divizija »Hannover«
- pehotna divizija »Jütland«
- pehotna divizija »Kurland«
- pehotna divizija »Mielau«
- pehotna divizija »Milowitz«
- pehotna divizija »Münsingen«
- pehotna divizija »Mähren«
- pehotna divizija »Neuhammer«
- pehotna divizija »Ostpreußen«
- pehotna divizija »Schlesien«
- pehotna divizija »Seeland«
- pehotna divizija »Scharnhorst«
- pehotna divizija »Ulrich v. Hutten«
- pehotna divizija »Wahn«
- pehotna divizija »Wilflecken«

#### RAD
- RAD pehotna divizija »Güstrow«
- RAD pehotna divizija »Friedrich Ludwig Jahn«
- RAD pehotna divizija »Schlageter«
- RAD pehotna divizija »Theodor Körner«

#### Senčne
- pehotna divizija »Dennewitz«
- pehotna divizija »Großgörschen«
- pehotna divizija »Katzbach«
- pehotna divizija »Möckern«
- pehotna divizija »Niedergörsdorf«

#### Oštevilčene
```
  
1.
    
2.
    
3.
    
4.
    
5.
    
6.
    
7.
    
8.
    
9.
    
10.
   
11.
   
12.
   
13.
   
14.
   
15.
   
16.
   
17.
   
18.
   
19.
   
20.
 
  
21.
   
22.
   
23.
   
24.
   
25.
   
26.
   
27.
   
28.
   
29.
   
30.
   
31.
   
32.
   
33.
   
34.
   
35.
   
36.
   
37.
   
38.
   
39.
   
40.
 
  
41.
   
42.
   
43.
   
44.
   
45.
   
46.
   
47.
   
48.
   
49.
   
50.
   
51.
   
52.
   
53.
   
54.
   
55.
   
56.
   
57.
   
58.
   
59.
   
60.
 
  
61.
   
62.
   
63.
   
64.
   
65.
   
66.
   
67.
   
68.
   
69.
   
70.
   
71.
   
72.
   
73.
   
74.
   
75.
   
76.
   
77.
   
78.
   
79.
   
80.
 
  
81.
   
82.
   
83.
   
84.
   
85.
   
86.
   
87.
   
88.
   
89.
   
90.
   
91.
   
92.
   
93.
   
94.
   
95.
   
96.
   
98.
   
100.
   
102.
   
103.

  
106.
  
110.
  
111.
  
112.
  
113.
  
121.
  
122.
  
123.
  
124.
  
125.
  
126.
  
129.
  
131.
  
132.
  
134.
  
137.
  
148.
  
153.
  
154.
  
155.

 
156.
  
159.
  
160.
  
161.
  
162.
  
162. (Turk.)
  
163.
  
164.
  
166.
  
167.
  
168.
  
169.
  
170.
  
176.
  
180.
  
181.
  
182.
  
183.
  
189.
  
190.

 
196.
  
197.
  
198.
  
199.
  
203.
  
205.
  
206.
  
207.
  
208.
  
209.
  
210.
  
211.
  
212.
  
213.
  
214.
  
215.
  
216.
  
217.
  
218.
  
219.

 
223.
  
225.
  
227.
  
228.
  
230.
  
231.
  
232.
  
237.
  
239.
  
240.
  
242.
  
243.
  
244.
  
245.
  
246.
  
249.
  
250.
  
251.
  
252.
  
253.

 
254.
  
255.
  
256.
  
257.
  
258.
  
260.
  
262.
  
263.
  
264.
  
265.
  
266.
  
267.
  
268.
  
269.
  
270.
  
271.
  
272.
  
273.
  
274.
  
275.

 
276.
  
277.
  
278.
  
279.
  
280.
  
281.
  
282.
  
286.
  
290.
  
291.
  
292.
  
293.
  
294.
  
295.
  
296.
  
297.
  
298.
  
299.
  
301.
  
302.

 
303.
  
304.
  
305.
  
306.
  
309.
  
311.
  
319.
  
320.
  
321.
  
323.
  
324.
  
325.
  
326.
  
327.
  
328.
  
328. »Seeland«
  
329.
  
330.
  
331.
  
332.

 
333.
  
334.
  
335.
  
336.
  
337.
  
338.
  
339.
  
340.
  
342.
  
343.
  
344.
  
345.
  
346.
  
347.
  
348.
  
349.
  
351.
  
352.
  
353.
  
355.

 
356.
  
357.
  
358.
  
359.
  
361.
  
362.
  
363.
  
364.
  
365.
  
367.
  
369.
  
370.
  
371.
  
372.
  
373.
  
376.
  
377.
  
379.
  
383.
  
384.

 
385.
  
386.
  
387.
  
389.
  
392.
  
393.
  
395.
  
399.
  
416.
  
430.
  
462.
  
521.
  
526.
  
542.
  
554.
  
555.
  
556.
  
557.
  
560.
  
600.

 
606.
  
650.
  
702.
  
703.
  
704.
  
707.
  
708.
  
709.
  
710.
  
711.
  
712.
  
713.
  
714.
  
715.
  
716.
  
717.
  
718.
  
719.
```

### Lahke
- 5. lahka divizija
- 8. lahka divizija
- 28. lahka divizija
- 97. lahka divizija
- 99. lahka divizija
- 100. lahka divizija
- 101. lahka divizija

### Jurišne
- 78. jurišna divizija
- jurišna divizija »Rhodos«

### Zračnopristajalne
- 22. zračnopristajalna pehotna divizija
- 91. zračnopristajalna pehotna divizija

### Varnostne
- 52. varnostna divizija
- 201. varnostna divizija
- 203. varnostna divizija
- 207. varnostna divizija
- 213. varnostna divizija
- 221. varnostna divizija
- 281. varnostna divizija
- 285. varnostna divizija
- 286. varnostna divizija
- 325. varnostna divizija
- 390. varnostna divizija
- 391. varnostna divizija
- 403. varnostna divizija
- 444. varnostna divizija
- 454. varnostna divizija

### Deželnoobrambne
- 1. deželnoobrambna divizija
- 3. deželnoobrambna divizija
- 11. deželnoobrambna divizija
- 14. deželnoobrambna divizija
- 16. deželnoobrambna divizija
- 22. deželnoobrambna divizija
- 26. deželnoobrambna divizija
- 30. deželnoobrambna divizija
- 34. deželnoobrambna divizija
- 37. deželnoobrambna divizija
- 41. deželnoobrambna divizija
- 45. deželnoobrambna divizija
- 53. deželnoobrambna divizija
- 57. deželnoobrambna divizija
- 67. deželnoobrambna divizija
- 72. deželnoobrambna divizija
- 78. deželnoobrambna divizija
- 84. deželnoobrambna divizija
- 92. deželnoobrambna divizija
- 97. deželnoobrambna divizija
- 99. deželnoobrambna divizija

### Za posebne namene
- 136. divizija za posebne namene
- 140. divizija za posebne namene
- 300. divizija za posebne namene
- 401. divizija za posebne namene
- 402. divizija za posebne namene
- 403. divizija za posebne namene
- 404. divizija za posebne namene
- 405. divizija za posebne namene
- 406. divizija za posebne namene
- 407. divizija za posebne namene
- 408. divizija za posebne namene
- 409. divizija za posebne namene
- 410. divizija za posebne namene
- 411. divizija za posebne namene
- 412. divizija za posebne namene
- 413. divizija za posebne namene
- 417. divizija za posebne namene
- 421. divizija za posebne namene
- 422. divizija za posebne namene
- 423. divizija za posebne namene
- 424. divizija za posebne namene
- 425. divizija za posebne namene
- 426. divizija za posebne namene
- 427. divizija za posebne namene
- 428. divizija za posebne namene
- 429. divizija za posebne namene
- 430. divizija za posebne namene
- 431. divizija za posebne namene
- 432. divizija za posebne namene
- 441. divizija za posebne namene
- 442. divizija za posebne namene
- 443. divizija za posebne namene
- 444. divizija za posebne namene
- 445. divizija za posebne namene
- 454. divizija za posebne namene
- 460. divizija za posebne namene
- 537. divizija za posebne namene
- 538. divizija za posebne namene
- 539. divizija za posebne namene
- 540. divizija za posebne namene
- 601. divizija za posebne namene
- 602. divizija za posebne namene
- 603. divizija za posebne namene
- 604. divizija za posebne namene
- 605. divizija za posebne namene
- 606. divizija za posebne namene
- 607. divizija za posebne namene
- 608. divizija za posebne namene
- 609. divizija za posebne namene
- 610. divizija za posebne namene
- 611. divizija za posebne namene
- 612. divizija za posebne namene
- 613. divizija za posebne namene
- 614. divizija za posebne namene
- 615. divizija za posebne namene
- 616. divizija za posebne namene
- 617. divizija za posebne namene
- 618. divizija za posebne namene
- 619. divizija za posebne namene
- divizija za posebne namene »L«
- divizija za posebne namene »M«

### Grenadirske
- 1. grenadirska divizija »Ostpreußen«
- 2. grenadirska divizija »Ostpreußen«
- grenadirska šolska divizija
- 6. grenadirska divizija
- 19. grenadirska divizija
- 31. grenadirska divizija
- 36. grenadirska divizija
- 44. državnogrenadirska divizija »Hoch- und Deutschmeister«
- 45. grenadirska divizija
- 153. grenadirska divizija
- 541. grenadirska divizija
- 542. grenadirska divizija
- 543. grenadirska divizija
- 544. grenadirska divizija
- 545. grenadirska divizija
- 546. grenadirska divizija
- 547. grenadirska divizija
- 548. grenadirska divizija
- 549. grenadirska divizija
- 550. grenadirska divizija
- 551. grenadirska divizija
- 552. grenadirska divizija
- 553. grenadirska divizija
- 558. grenadirska divizija
- 559. grenadirska divizija
- 560. grenadirska divizija
- 561. grenadirska divizija
- 562. grenadirska divizija
- 563. grenadirska divizija
- 564. grenadirska divizija

### Ljudske grenadirske
- 6. ljudska grenadirska divizija
- 9. ljudska grenadirska divizija
- 12. ljudska grenadirska divizija
- 16. ljudska grenadirska divizija
- 18. ljudska grenadirska divizija
- 19. ljudska grenadirska divizija
- 22. ljudska grenadirska divizija
- 26. ljudska grenadirska divizija
- 31. ljudska grenadirska divizija
- 36. ljudska grenadirska divizija
- 45. ljudska grenadirska divizija
- 46. ljudska grenadirska divizija
- 47. ljudska grenadirska divizija
- 61. ljudska grenadirska divizija
- 62. ljudska grenadirska divizija
- 78. ljudska grenadirska divizija
- 79. ljudska grenadirska divizija
- 167. ljudska grenadirska divizija
- 183. ljudska grenadirska divizija
- 211. ljudska grenadirska divizija
- 212. ljudska grenadirska divizija
- 246. ljudska grenadirska divizija
- 256. ljudska grenadirska divizija
- 257. ljudska grenadirska divizija
- 271. ljudska grenadirska divizija
- 272. ljudska grenadirska divizija
- 276. ljudska grenadirska divizija
- 277. ljudska grenadirska divizija
- 320. ljudska grenadirska divizija
- 326. ljudska grenadirska divizija
- 337. ljudska grenadirska divizija
- 340. ljudska grenadirska divizija
- 347. ljudska grenadirska divizija
- 349. ljudska grenadirska divizija
- 352. ljudska grenadirska divizija
- 361. ljudska grenadirska divizija
- 363. ljudska grenadirska divizija
- 462. ljudska grenadirska divizija
- 541. ljudska grenadirska divizija
- 542. ljudska grenadirska divizija
- 544. ljudska grenadirska divizija
- 545. ljudska grenadirska divizija
- 547. ljudska grenadirska divizija
- 548. ljudska grenadirska divizija
- 549. ljudska grenadirska divizija
- 551. ljudska grenadirska divizija
- 553. ljudska grenadirska divizija
- 558. ljudska grenadirska divizija
- 559. ljudska grenadirska divizija
- 560. ljudska grenadirska divizija
- 561. ljudska grenadirska divizija
- 562. ljudska grenadirska divizija
- 563. ljudska grenadirska divizija
- 564. ljudska grenadirska divizija
- 565. ljudska grenadirska divizija
- 566. ljudska grenadirska divizija
- 567. ljudska grenadirska divizija
- 568. ljudska grenadirska divizija
- 569. ljudska grenadirska divizija
- 570. ljudska grenadirska divizija
- 571. ljudska grenadirska divizija
- 572. ljudska grenadirska divizija
- 573. ljudska grenadirska divizija
- 574. ljudska grenadirska divizija
- 575. ljudska grenadirska divizija
- 576. ljudska grenadirska divizija
- 577. ljudska grenadirska divizija
- 578. ljudska grenadirska divizija
- 579. ljudska grenadirska divizija
- 580. ljudska grenadirska divizija
- 581. ljudska grenadirska divizija
- 582. ljudska grenadirska divizija
- 583. ljudska grenadirska divizija
- 584. ljudska grenadirska divizija
- 585. ljudska grenadirska divizija
- 586. ljudska grenadirska divizija
- 587. ljudska grenadirska divizija
- 588. ljudska grenadirska divizija
- 708. ljudska grenadirska divizija

### Gorske
- 1. gorska divizija
- 2. gorska divizija
- 3. gorska divizija
- 4. gorska divizija
- 5. gorska divizija
- 6. gorska divizija
- 7. gorska divizija
- 8. gorska divizija
- 9. gorska divizija
- 157. gorska divizija
- 188. rezervna gorska divizija
- 188. gorska divizija
- gorska divizija »Steiermark«

### Smučarskolovska
- 1. smučarskolovska divizija

### Lovske
- 5. lovska divizija
- 8. lovska divizija
- 28. lovska divizija
- 42. lovska divizija
- 80. lovska divizija
- 97. lovska divizija
- 100. lovska divizija
- 101. lovska divizija
- 104. lovska divizija
- 114. lovska divizija
- 117. lovska divizija
- 118. lovska divizija
- lovska divizija »Alpen«

### Trdnjavske
- 41. trdnjavska divizija
- 133. trdnjavska divizija
- trdnjavska divizija »Danzig«
- trdnjavska divizija »Frankfurt/Oder«
- trdnjavska divizija »Gotenhafen«
- trdnjavska divizija »Kreta«
- trdnjavska divizija »Stettin«
- trdnjavska divizija »Swinemünde«
- trdnjavska divizija »Warschau«

### Tankovskogrenadirske
- tankovskogrenadirska divizija »Großdeutschland«
- tankovskogrenadirska divizija »Brandenburg«
- tankovskogrenadirska divizija »Feldherrnhalle«
- tankovskogrenadirska divizija »Kurmark«
- Führer grenadirska divizija
- Führer spremljevalna divizija
- 3. tankovskogrenadirska divizija
- 10. tankovskogrenadirska divizija
- 15. tankovskogrenadirska divizija
- 16. tankovskogrenadirska divizija
- 18. tankovskogrenadirska divizija
- 20. tankovskogrenadirska divizija
- 25. tankovskogrenadirska divizija
- 29. tankovskogrenadirska divizija
- 90. tankovskogrenadirska divizija
- 223. tankovskogrenadirska divizija

### Tankovske
- 1. tankovska divizija
- 2. tankovska divizija
- 3. tankovska divizija
- 4. tankovska divizija
- 5. tankovska divizija
- 6. tankovska divizija
- 7. tankovska divizija
- 8. tankovska divizija
- 9. tankovska divizija
- 10. tankovska divizija
- 11. tankovska divizija
- 12. tankovska divizija
- 13. tankovska divizija
- 14. tankovska divizija
- 15. tankovska divizija
- 16. tankovska divizija
- 17. tankovska divizija
- 18. tankovska divizija
- 19. tankovska divizija
- 20. tankovska divizija
- 21. tankovska divizija
- 22. tankovska divizija
- 23. tankovska divizija
- 24. tankovska divizija
- 25. tankovska divizija
- 26. tankovska divizija
- 27. tankovska divizija
- 116. tankovska divizija
- 155. tankovska divizija
- 178. tankovska divizija
- 179. tankovska divizija
- 232. tankovska divizija
- 233. tankovska divizija
- tankovska divizija »Bergen«
- tankovska divizija »Kurmark«
- tankovska divizija »Clausewitz«
- tankovska divizija »Mucheberg«
- 1. tankovska divizija »Feldherrenhalle«
- tankovska divizija »Norwegen«
- 2. tankovska divizija »Feldherrenhalle«
- tankovska divizija »Schlesien«
- tankovska divizija »Holstein«
- tankovska šolska divizija
- tankovska divizija »Juteborg«
- tankovska divizija »Tatra«
- tankovska divizija »Döberitz«

### Lahke tankovske
- 1. lahka divizija
- 2. lahka divizija
- 3. lahka divizija
- 4. lahka divizija
- 5. lahka divizija
- 90. lahka Afrika-divizija

### Artilerijske
- 18. artilerijska divizija
- 309. artilerijska divizija
- 310. artilerijska divizija
- 311. artilerijska divizija
- 312. artilerijska divizija

### Poljske vojnega letalstva
- 1. poljska divizija (L)
- 4. poljska divizija (L)
- 5. poljska divizija (L)
- 6. poljska divizija (L)
- 9. poljska divizija (L)
- 10. poljska divizija (L)
- 11. poljska divizija (L)
- 12. poljska divizija (L)
- 13. poljska divizija (L)
- 14. poljska divizija (L)
- 16. poljska divizija (L)
- 17. poljska divizija (L)
- 18. poljska divizija (L)
- 19. poljska divizija (L)
- 20. poljska divizija (L)
- 21. poljska divizija (L)

### Jurišne vojnega letalstva
- 19. vojnoletalska jurišna divizija
- 20. vojnoletalska jurišna divizija

### Druge
- divizija 805
- divizija 905
- divizija A
- divizija »Aachen«
- divizija »B«
- divizija »Baltzer«
- divizija »Bärwalde«
- divizija »Brand«
- divizija »Brandenburg«
- divizija »Broich«
- divizija »C«
- divizija »Castor«
- divizija »Claer«
- divizija »D«
- divizija »Deneke«
- divizija »Deutsch-Krone«
- divizija »E«
- divizija »Eberhardt«
- divizija »Gumbel«
- divizija »Hagl«
- divizija »Jais«
- divizija »Karl«
- divizija »Köslin«
- divizija »Krause«
- divizija »Kräutler«
- divizija »von Manteuffel«
- divizija »Märkisch-Friedland«
- divizija »Matterstock«
- divizija »Nanzig«
- divizija »Pommernland«
- divizija »Raegener«
- divizija »Rässler«
- divizija »Sardinien«
- divizija »Schacky«
- divizija »Sizilien«
- [[divizija »Stumpefeld«]
- divizija »von Witzleben«
- divizija »Woldenberg«

## Luftwaffe

### Poljske
- 1. vojnoletalska poljska divizija
- 2. vojnoletalska poljska divizija
- 3. vojnoletalska poljska divizija
- 4. vojnoletalska poljska divizija
- 5. vojnoletalska poljska divizija
- 6. vojnoletalska poljska divizija
- 7. vojnoletalska poljska divizija
- 8. vojnoletalska poljska divizija
- 9. vojnoletalska poljska divizija
- 10. vojnoletalska poljska divizija
- 11. vojnoletalska poljska divizija
- 12. vojnoletalska poljska divizija
- 13. vojnoletalska poljska divizija
- 14. vojnoletalska poljska divizija
- 15. vojnoletalska poljska divizija
- 16. vojnoletalska poljska divizija
- 17. vojnoletalska poljska divizija
- 18. vojnoletalska poljska divizija
- 19. vojnoletalska poljska divizija
- 20. vojnoletalska poljska divizija
- 21. vojnoletalska poljska divizija
- 22. vojnoletalska poljska divizija

### Padalske
- 1. padalska divizija
- 2. padalska divizija
- 3. padalska divizija
- 4. padalska divizija
- 5. padalska divizija
- 6. padalska divizija
- 7. padalska divizija
- 8. padalska divizija
- 9. padalska divizija
- 10. padalska divizija
- 11. padalska divizija
- 20. padalska divizija
- 21. padalska divizija
- padalska divizija »Erdmann«

### FLAK
- 1. FLAK divizija
- 2. FLAK divizija
- 3. FLAK divizija
- 4. FLAK divizija
- 5. FLAK divizija
- 6. FLAK divizija
- 7. FLAK divizija
- 8. FLAK divizija
- 9. FLAK divizija
- 10. FLAK divizija
- 11. FLAK divizija
- 12. FLAK divizija
- 13. FLAK divizija
- 14. FLAK divizija
- 15. FLAK divizija
- 16. FLAK divizija
- 17. FLAK divizija
- 18. FLAK divizija
- 19. FLAK divizija
- 20. FLAK divizija
- 21. FLAK divizija
- 22. FLAK divizija
- 23. FLAK divizija
- 24. FLAK divizija
- 25. FLAK divizija
- 26. FLAK divizija
- 27. FLAK divizija
- 28. FLAK divizija
- 29. FLAK divizija
- 30. FLAK divizija
- 31. FLAK divizija

### FLAK opazovalnoiskalne
- 1. FLAK divizija metalcev svetlobe
- 2. FLAK divizija metalcev svetlobe

### Druge
- divizija »General Göring«
- tankovska divizija »Hermann Göring«
- 1. padalskotankovska divizija »Hermann Göring«
- 2. padalskotankovskogrenadirska divizija »Hermann Göring«

## Kriegsmarine

### Mornariška pehota
- 1. marinska pehotna divizija
- 2. marinska pehotna divizija
- 3. marinska pehotna divizija
- 11. marinska pehotna divizija
- 16. marinska pehotna divizija